# Ceolfried
Sint-Ceolfried of Ceolfrith (circa 640 - Langres, Francia, 717) was een Angelsaksische prior en abt van respectievelijk het St Paul's Monastery te Jarrow en Wearmouth-Jarrow Abbey in Engeland.

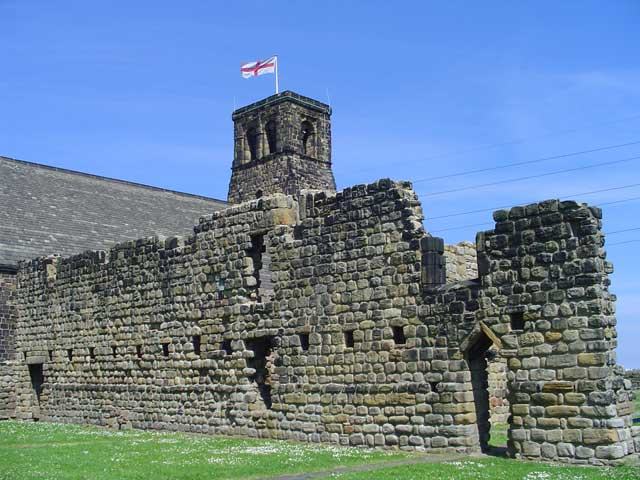
Ruïne van het klooster te Jarrow, met de nog bestaande kerk op de achtergrond.

Door het succes van St Peter's Monastery te Monkwearmouth gaf Koning Ecgfried in 681 land bij Jarrow aan Benedictus Biscop om een tweede klooster te stichten.

Benedictus maakte Ceolfried prior onder hemzelf en gaf hem opdracht het nieuwe klooster te bouwen. Hij moest daarvoor zijn broeders van Monkwearmouth, onder wie zijn jonge protegé Beda, verlaten en startte de bouw in de herfst van 681 met tweeëntwintig broeders (tien priesters en twaalf leken). In allerijl zette hij noodgebouwen op en begon zijn broeders in het kloosterleven te trainen.

Drie jaar later bouwde hij St Paul's Church, waarvoor de koning zelf de plaats van het altaar had aangegeven.

Toen Benedictus voor de vijfde keer naar Rome afreisde benoemde hij zijn neef Easterwin tot prior van St Peter's te Monkwearmouth om de last voor Ceolfried te verlichten.

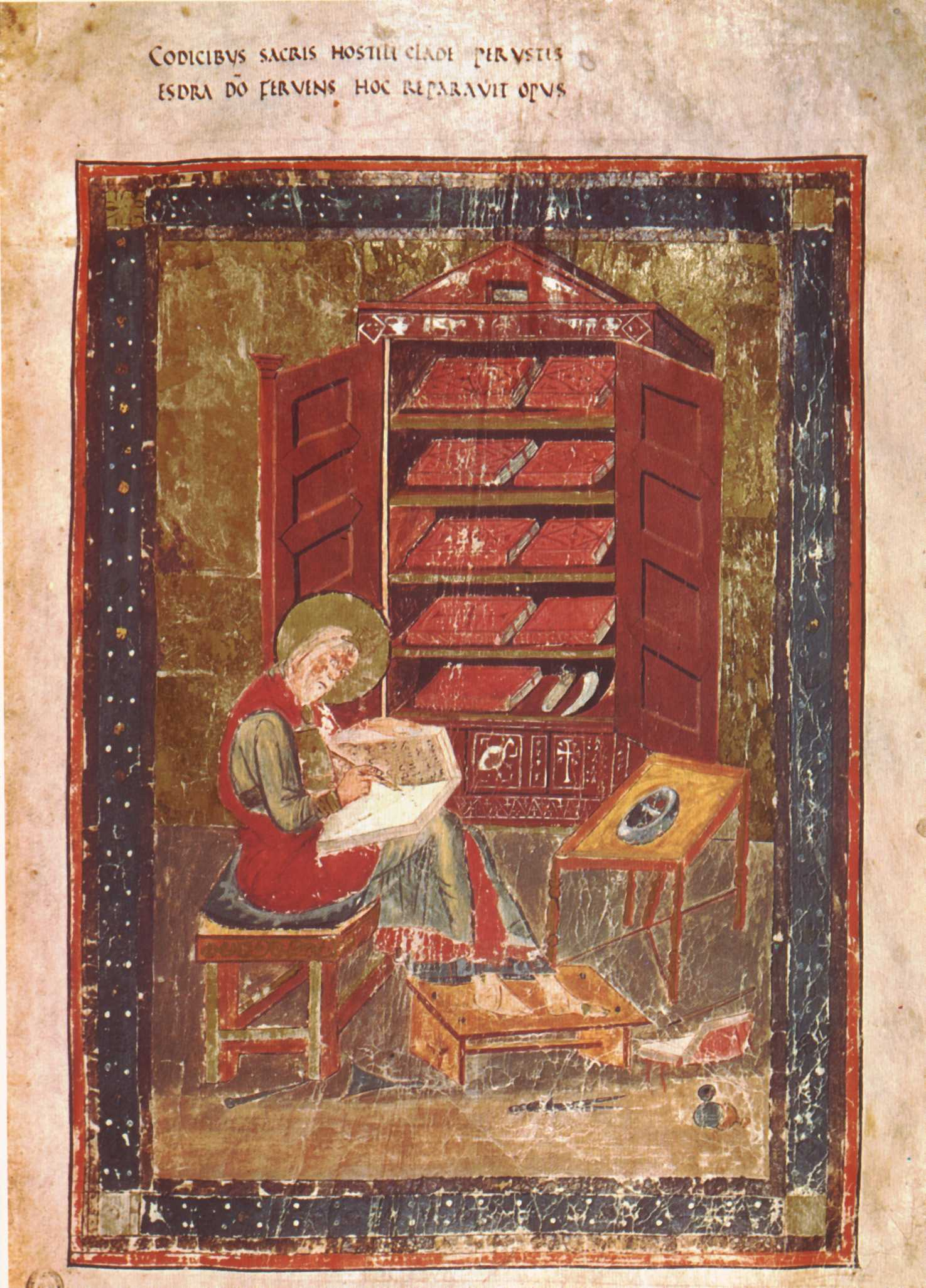
Folio 5r from the Codex Amiatinus (Biblioteca Medicea Laurenziana, Florence, Italië), De Schriftgeleerde Ezra.

Na het overlijden van Benedictus op 12 januari 690 werd Ceolfried door zijn broeders als zijn opvolger gekozen. Na zijn promotie tot abt bleef Ceolfried samen met zijn broeders eten, slapen en zowel binnen- als buitenshuis meedoen met het monnikenwerk. 
 Ceolfried deelde met zijn voorganger de liefde voor boeken en breidde de bibliotheek verder uit tot driehonderd exemplaren, de grootste boekenverzameling van Angelsaksisch Engeland.
Zijn magnum opus was de compilatie van drie eenbandsuitgaven van de Bijbel, een van elk voor de Saint Peter en de Saint Paul en een derde waarvan de bestemming nooit gedocumenteerd werd. Het was misschien bedoeld als geschenk voor de paus, voor de koning of de aartsbisschop. Dit manuscript nam Ceolfried mee op zijn laatste reis naar Rome. De reis werd ernstig vertraagd door de burgeroorlog in het Frankische Rijk die na de dood van Pepijn van Herstal in december 714 was ontstaan, tussen zijn erfgenamen onderling en met omringende machthebbers, waaronder de Friese koning Radboud.
Ceolfried heeft Rome niet meer mogen bereiken; zijn laatste reis naar de Eeuwige Stad bleek de laatste reis naar het eeuwig leven te zijn. Op 29 september 716 stierf hij in Langres, Austrasië en het manuscript ging verloren. Met zijn overlijden leek de zijn pandect van de aardbodem verdwenen te zijn om meer dan duizend jaar later weer op te duiken. In 1884 ontdekte Giovanni Battista de Rossi dat de Codex Amiatinus, nu in de Biblioteca Medicea Laurenziana in Florence, het oudst overgebleven manuscript van de Vulgaat, het manuscript van Ceolfried was.

Ceolfried is ruim zevenentwintig jaar abt geweest van Wearmouth-Jarrow Abbey. In die tijd is de abdij uitgegroeid tot zeshonderd broeders, hij bouwde diverse gebedshuizen verhoogde het aantal miskelken en versieringen van de kerken en verdubbelde het aantal boeken in de bibliotheek.
 Ceolfried werd opgevolgd door abt Hwaetbert.